# Chu Châu

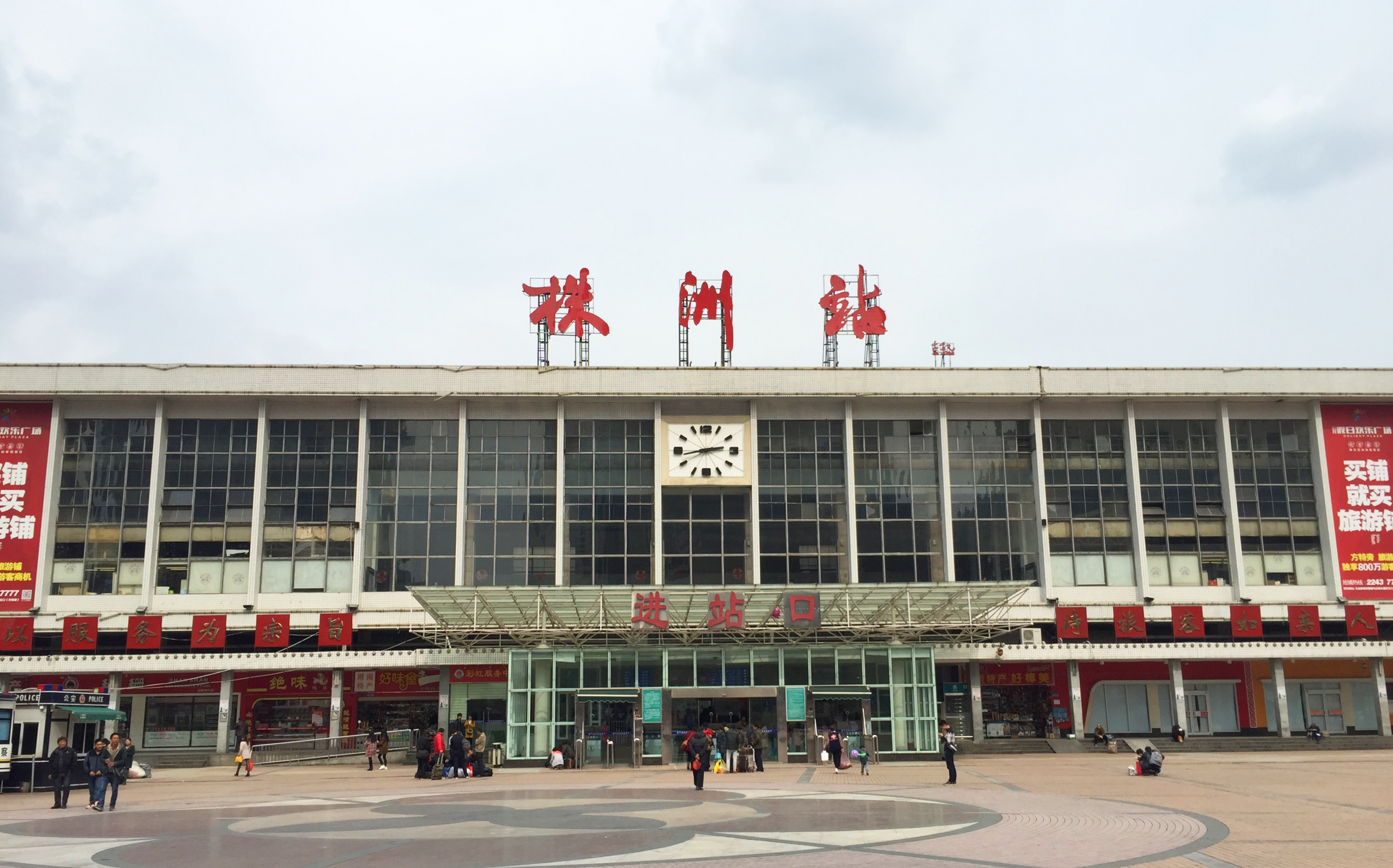
Nhà ga Chu Châu

Chu Châu (tiếng Trung: 株洲市 bính âm: Zhūzhōu Shì, Hán-Việt: Chu Châu thị) là một địa cấp thị của tỉnh Hồ Nam, Trung Quốc. Chu Châu nằm ở Đông Nam Trường Sa, bên dòng Tương Giang. Thành phố này là một trong ba thành phố của "Tam giác vàng Trường-Chu-Đàm" bao gồm cả thành phố Trường Sa và Tương Đàm. Chu Châu quản lý 1 thị: Lễ Lăng, 3 huyện: (Viêm Lăng, Trà Lăng, Du huyện) và 5 quận: (Lục Khẩu, Hà Đường, Lô Tùng, Thạch Phong và Thiên Nguyên), có tổng diện tích 11.420 km², dân số 3,65 triệu vào tháng 7 năm 2004  Lưu trữ ngày 28 tháng 9 năm 2007 tại Wayback Machine).

## Các đơn vị hành chính
Chu Châu có các đơn vị hành chính sau:
- Quận Thiên Nguyên (天元区)
- Quận Hà Đường (荷塘区)
- Quận Lô Tùng (芦淞区)
- Quận Thạch Phong (石峰区)
- Quận Lục Khẩu (渌口区)
- Thành phố cấp huyện Lễ Lăng (醴陵市)
- Huyện Viêm Lăng (炎陵县)
- Huyện Trà Lăng (茶陵县)
- Huyện Du (攸县)